# Cestrum diurnum
Cestrum diurnum ist eine Pflanzenart aus der Gattung der Hammersträucher (Cestrum). 

## Beschreibung
Cestrum diurnum ist ein 1 bis 5 m hoher Strauch oder ein bis zu 10 m hoher Baum. Die Äste sind oftmals herabhängend, die Zweige sind dünn, unbehaart oder mehr oder weniger behaart. Die Laubblätter sind langgestreckt oder langgestreckt-elliptisch, häutig und bis zu 15 cm lang und 6,5 cm breit. Nach vorn hin ist die Blattspreite spitz bis zugespitzt oder stumpft, die Basis ist verschmälert. Die Oberseite ist unbehaart und grün bis gelblich-grün gefärbt, die Unterseite kann entlang der Aderung behaart sein und ist blassgrün. Die Blattstiele werden bis 2,5 cm lang.
Die rispenförmigen Blütenstände sind in etwa so lang wie die Blätter oder sind kürzer. Sie bestehen aus mehreren Blüten, die nachts duften. Die Blütenstiele sind 1 bis 7 cm lang. Der Kelch ist glockenförmig, 3 bis 4,5 mm lang und mit dreieckigen Kelchzipfeln besetzt. Die Krone ist weiß bis grünlich-weiß oder cremefarben, 12 bis 17 mm lang und mit langgestreckten, stumpfen Kronzipfeln besetzt. Die Staubfäden sind gerade, weisen keinen Zahn an der Basis auf.
Die Beerenfrüchte sind violett-blau bis schwarz, elliptisch und 6 bis 7 mm lang.
Die Chromosomenzahl beträgt 2n = 16.

## Vorkommen
Die Art kommt im tropischen Amerika, auf den westindischen Inseln, Puerto Rico, Bahamas, Kuba, Jamaica, den Cayman Islands und Hispaniola vor. Sie wächst an Ufern und an Straßenrändern in niedrigen Höhenlagen.